# Mul
|  | Per a altres significats, vegeu «Mul (desambiguació)». |

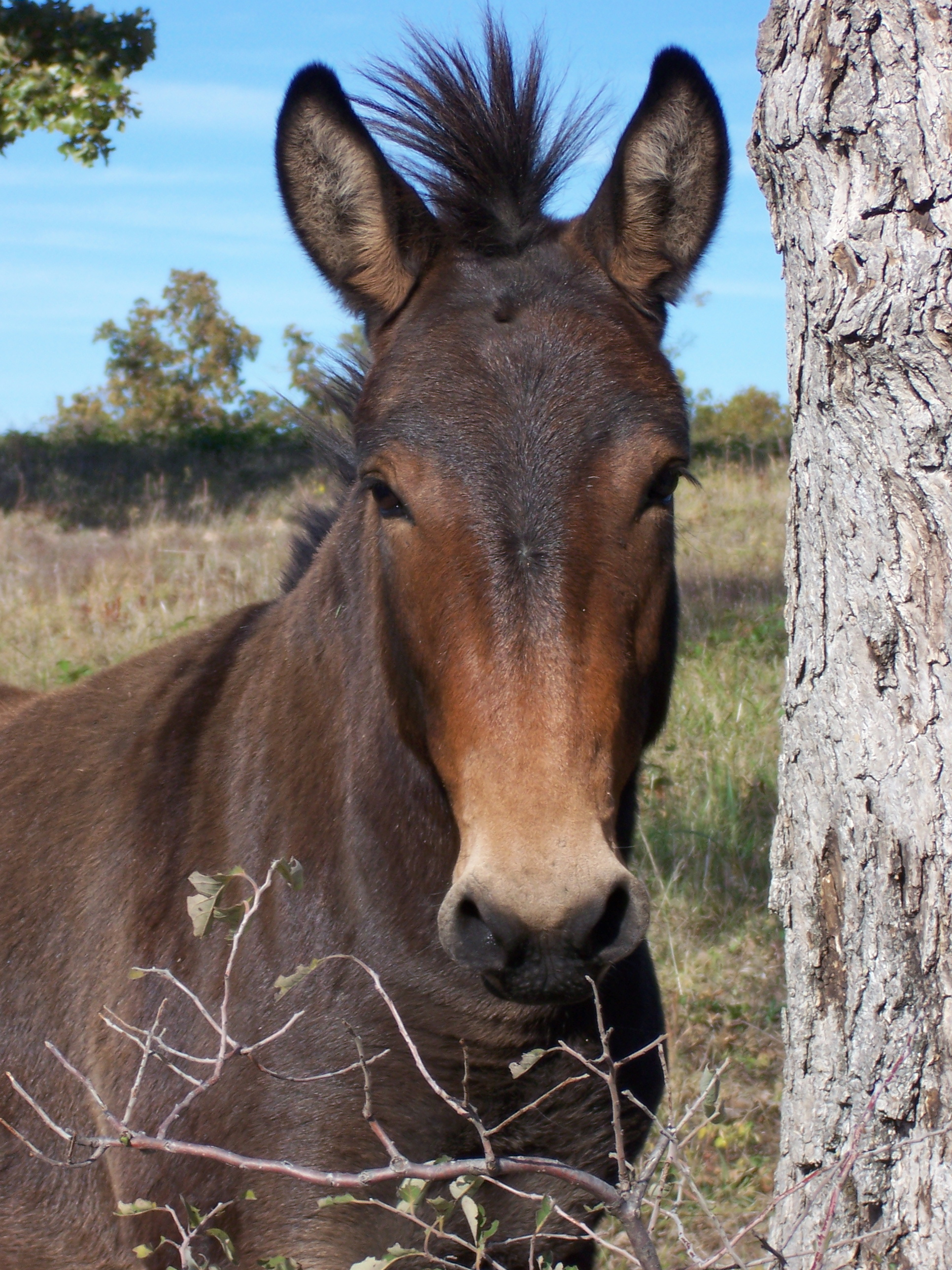
Un mul

El mul o matxo (femení mula) és un animal híbrid, resultat de l'encreuament entre un exemplar de cavall (mascle o femella) i un exemplar d'ase (mascle o femella). Els muls són gairebé sempre estèrils, però s'han donat casos de mules que han aconseguit donar a llum nous individus.
En funció dels possibles encreuaments, es parla de mul eguí (o mula eguina) si els progenitors són respectivament un ruc i una euga i de mul somerí (o mula somerina) si els progenitors són respectivament un cavall i una somera (antigament, en castellà s'anomenava mula castellana la mula eguina).
Els muls eguins són més freqüents, donat que l'èxit en la fertilització és força més elevat en aquesta combinació. Els muls eguins i els somerins difereixen lleugerament en l'aspecte, donat que aquests últims acostumen a ser una mica més petits, amb una cara més semblant a la d'un cavall, orelles més curtes i la cua més llarga, així com el pelatge, car el color d'aquest s'hereta directament del pare en els èquids.
En qualsevol cas, un mul és un animal molt fort i resistent, que per aquest motiu ha estat utilitzat tradicionalment en tasques agrícoles , com a tir de carros i, en general, com a transport terrestre fonamental. Amb independència del sexe, la denominació predominant d'un conjunt d'animals és en femení: mules.

## Cria de les mules
La mula eguina és el resultat d’acoblar ruc (guarà) i egua. En èpoques de gran producció de mules hi havia tècniques especials.

## Producció històrica
Al llarg del temps i abans de la mecanització la producció de mules fou molt important, amb xifres molt nombroses.
- 1792-1795.[6]
- Mateix període que l’anterior?[7]

## Mules de pas
En èpoques diverses les mules s'han emprat en tres tasques principals: càrrega, tir i sella. Dit d'una altra manera: mules de bast, mules de tir i mules de sella. Entre les mules de sella, propietat de particulars o destinades al lloguer, foren molt importants les mules de pas. Mules ambladores que permetien viatjar a gran velocitat (20 llegües al dia; més de 80 km) sense cansar gaire el genet.
Una altra referència parla de 111 km al dia.

## Dades històriques variades

### Mules al regne deMari(1760 aC)
Zimri-Lim, rei de Mari, fou aconsellat de no cavalcar cavalls per a mantenir la dignitat reial. El text presentat indica l’ús de cavalls i mules en aquella època i regió.

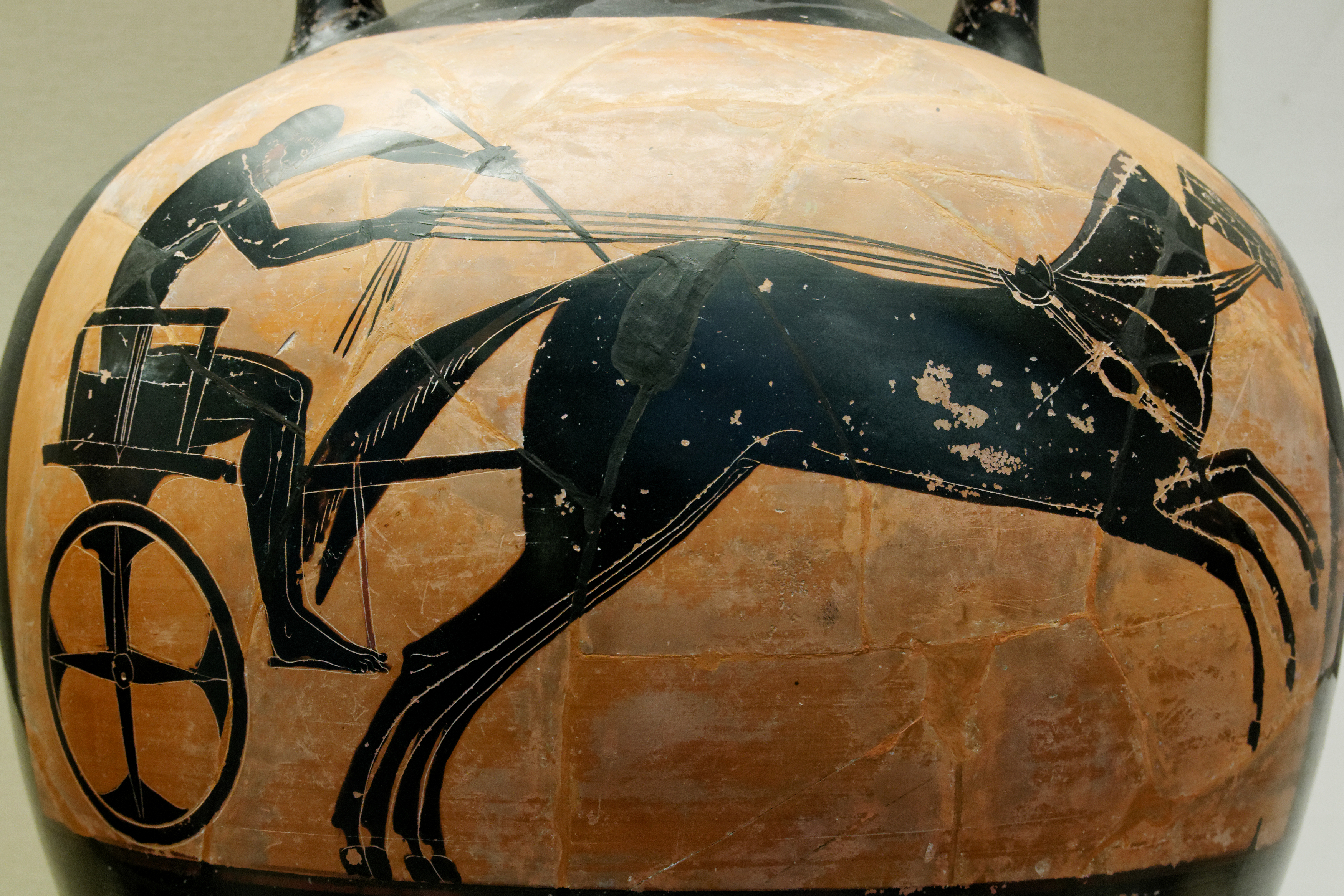
Carro amb dues mules. Vegeu l'auriga assegut.

| «                                     | El meu senyor no hauria de muntar a cavall. Hauria de desplaçar-se en carro o cavalcant una mula, honorant la dignitat reial. | » |
| — Carta al rei de Mari del seu visir. | |   |

### Absalom(978aC)
Va fugir de la batalla muntant una mula.

### Jocs Olímpics
500 aC. Primera cursa de carros tirats amb mules (anomenada «apene»).

### Mules del profetaMahoma
Mahoma va posseïr algunes mules. Diversos autors han indicat el nom d'alguns animals. Per exemple: Doldol. Fiddah, El Djouzami, El Ailieh i altres.

### Papa Luna a València
L’any 1414, Benet XIII feu una entrada triomfal a València cavalcant una mula blanca.

### Príncep de Viana
1461. L’inventari i testament del príncep Carles de Viana indica una mula de sella: «... una mula de pèl de rata ab sella e guarnició de cuyro...» Cal recordar que «pèl de rata» és el nom d’un pelatge d’aspecte gris uniforme amb cua, crinera i extrems de les potes negres.
| « | La mulla pel de rata a ffort gentil pel e ffort prim e curt, e an veta per la esquena e les cames negres. An una legeza: que han lo morro negre e totes les carnes. Aquestes mules pel de rata son ben agudes e van he delitoses, perho prenen leument vici, en especial 1’ espentar, e s'on millor per a ciutat que per a camí... | » |
| — | |   |

### Assassinat de Joan Borja a Roma
1497. L'historiador Jerónimo Zurita explica l'assassinat de Joan Borja, fill d'Alexandre VI, a Roma l'any 1497. La mort fou atribuïda a Michalot de Prats aleshores al servei de la víctima. Joan Borja fou assassinat quan cavalcava la seva mula.

### Palau Pitti (c1570-76)
Hi ha una làpida de marbre com a homenatge a una mula que va transportar materials de construcció del palau.

### Napoleó. Pas dels Alps (1800)

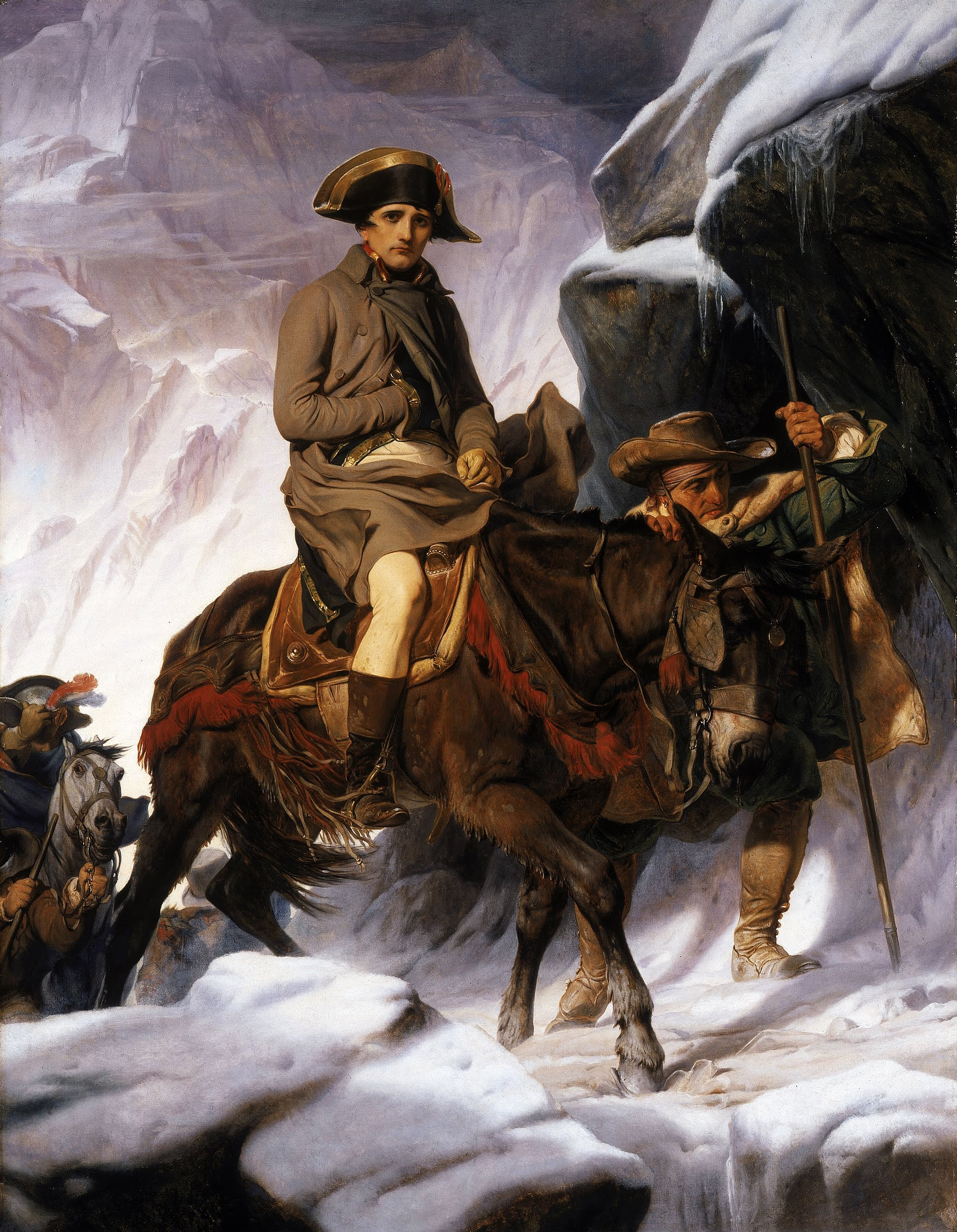
Napoleó passant els Alps. Sobre una mula.

Una pintura de Delaroche mostra la muntura real de Napoleó en l'esdeveniment.

### Buffalo Bill i Custer (1867)
Hi ha una anècdota que relaciona els dos personatges de l’Oest esmentats al títol i una mula pèl de rata («mouse colored» o, actualment, «grullo» en anglès).

### General George Crook (1873)

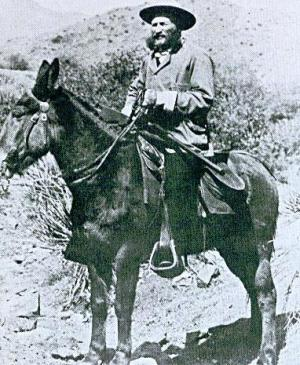
El general George Crook muntant una mula (1873)

Aquest general fou un gran defensor de la mula de sella i de transport en les accions militars. Propugnava selles, bastos i aparells fets a mida de cada animal. Una de les seves mules rebé el nom d'Apache.

### Lamula de los oficiales(1876)
Una mula de postes molt particular a la localitat de Sicasicas.

### Un traginer català al Canadà?

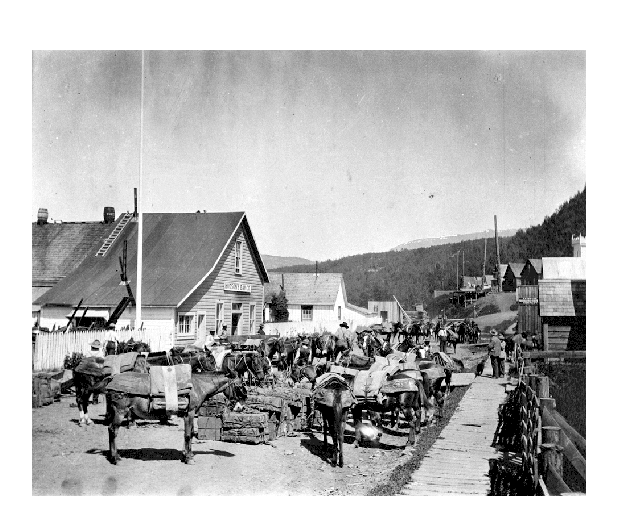
Rècula de mules del traginer Cataline a Hazelton, Colúmbia Britànica. (1911)

L'anomenat Jean Caux o Jean-Jacques Caux, àlies "Cataline", fou un traginer llegendari en terres de la Colúmbia Britànica. Els primers anys de la seva biografia són misteriosos. No ha estat demostrat el seu lloc de naixement, «oficialment» situat a Auloron Santa Maria (Aquitània). La qüestió és que el seu renom "Cataline" (interpretat com a Catalan) suggereix un origen català del traginer més important del Canadà. Durant més de cinquanta anys d'activitat, la sola càrrega que no va lliurar puntualment fou un formatge pudent que el seu capmestre va llençar al riu per error, pensant-se que era podrit.

### Les mules «mudes» dels Chindits (1944)
A la segona expedició de les forces especials, anomenades Chindits, a Birmània hi participaren unes mil mules que havien estat intervingudes a la laringe (per un doctor Moffets) per a suprimir la capacitat de "bramar".

## Tractats

### Flavi Renat Vegeci:Digesta artis mulomedicinæ

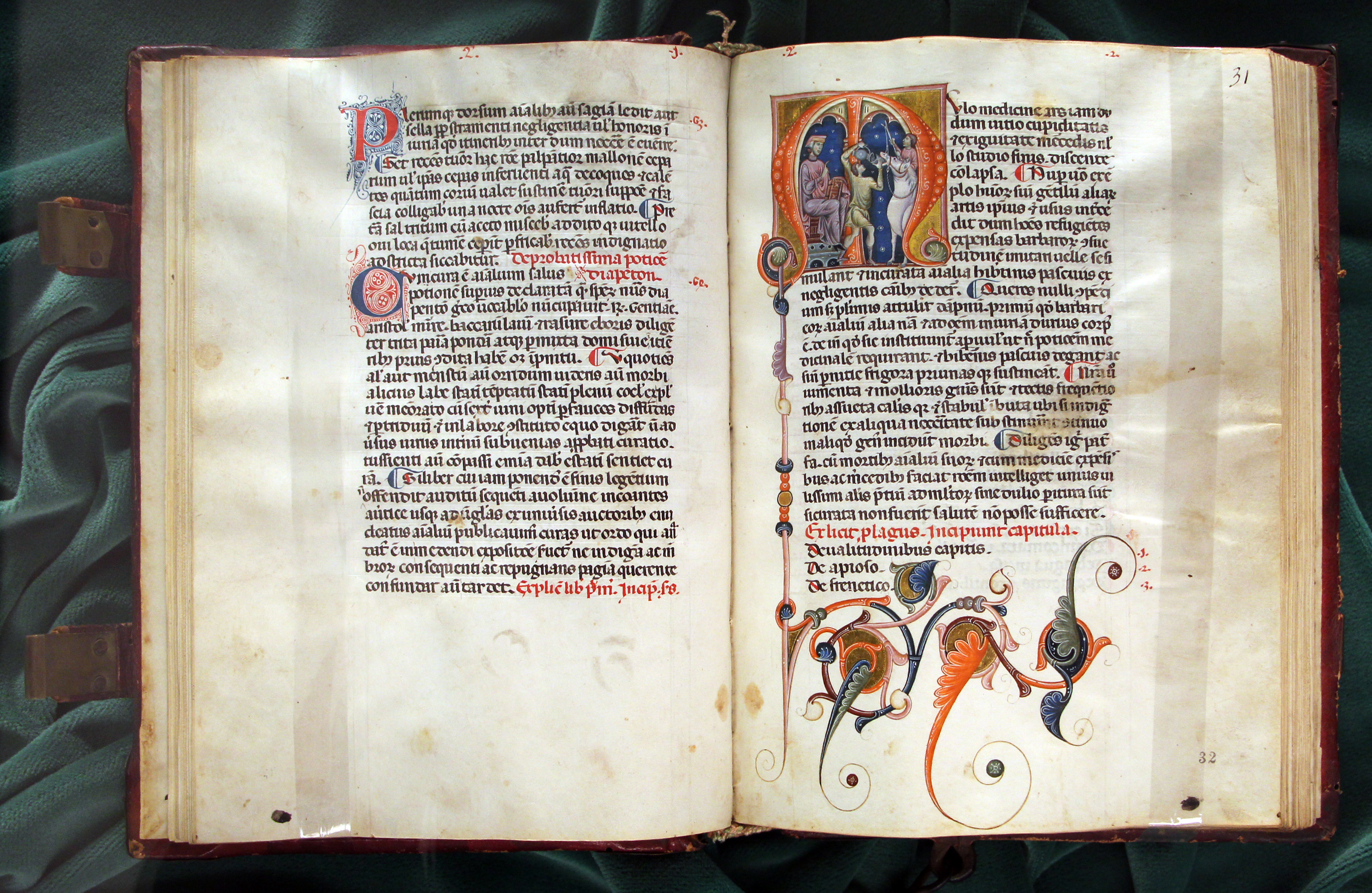
Mulomedicina (1250-1375 ca., Biblioteca Medicea Laurenziana, pluteo 45.19)

La Digesta artis mulomedicinæ és una obra sobre la cura dels cavalls, en quatre llibres.
Es tracta d'un llibre pràctic que va assolir un gran èxit en època medieval, i totes les grans biblioteques el tenien: està documentat a l'Abadia de Saint-Gall ja al segle vi.

#### Introducció
Al començament de l'obra, Vegeci es lamenta del menysteniment de la medicina veterinària, comparada amb la medicina dedicada a la salut humana. També critica que moltes obres anteriors estiguin mal escrites i que proposin remeis exòtics, a vegades tan cars com el preu del cavall.
Basant-se en autors anteriors, l'objectiu de Vegeci és doble i ambiciós: vol escriure una obra literàriament digna i, a la vegada, a l'abast de les persones que l'han de fer servir. Els remeis que proposa són fàcils d'aconseguir i manufacturar, a un preu accessible.

#### Malalties descrites
La Mulomedicina enumera les malalties més freqüents del seu temps i indica el seu tractament, especialment del borm. Un altre aspecte interessant és l'exposició d'aspectes de medicina preventiva: cal isolar els cavalls malalts, procurar que els cavalls sans tinguin un refugi adequat i, principalment, no negligir el lligam afectiu entre el propietari i el cavall.

#### Races de cavalls
De forma resumida, parla de diverses races de cavalls, justificant-se en el punt de vista de la mobilitat del cavall, i de la munió d'exportacions i importacions que fan que pogués trobar cavalls de races alienes en molts indrets. Considera tres tipus de cavalls: els cavalls de guerra, els cavalls de circ (destinats a les  curses de carros) i els cavalls de sella.
Parlant dels cavalls de curses, esmenta els millors:
| «                                   | Curribus Cappadocum gloriosa nobilitas: Hispanorum par vel proxima in circo creditur palma. Nec inferiores rope Sicilia exhibet circo, quamvis Africa Hispani sanguinis velocissimos praestare consueverit. | Tothom admet la glòria en el circ dels cavalls capadocis, però els cavalls hispans mereixen una fama semblant. Tampoc Sicília no en produeix d'inferiors als anteriors, tot i que Àfrica acostuma a oferir cavalls molt veloços de sang hispana. | » |
| — Digesta artis mulomedicinæ, IV 6. | | |   |

### Manuel Dieçi Salvador Vila
L'obra adjunta resumeix la relació entre l'obra e Manuel Dieç i Salvador Vila.
Es tracta de dues parts d'una obra de menescalia: Llibre de Menescalia i Tractat de la menescalia de les mules.

### Altres obres
- 1554. Recopilacio[n] de los mas famosos autores griegos y latinos que trataro[n] de la excelecia y generacio[n] de los cavallos: y assimismo como se han de doctrinar y curar sus enfermedades : y tambien de las mulas y su generacion. Antonio Suárez.[37]
- 1788. Traité des haras... avec un traité des mulets par Jean-George Hartmann... traduit de l'allemand et publié par M. Huzard.[38]
- 1867. The Mule: A Treatise on the Breeding, Training, and Uses, to which He May be Put. H.Riley.[39]
- 1881. El caballo, el asno y la mula: exterior, bazas, cria, cuidados en la cuadra y en el campo, utilización, equitación, etc.[40]
- 2008. Book of Mules: Selecting, Breeding, and Caring for Equine Hybrids. D.C. Smith.[41]

## Ficció: literatura i cinema

### «Francis the Talking Mule» (Francis la mula parladora )
Originalment es publicaren tres relats de David Stern (David Stern III) a la revista Esquire. El 1946 es publicà la novel·la Francis. Des de 1950 fins a 1956 s’estrenaren set films. Amb un èxit considerable.
- Francis (1950) a.k.a. Francis the Talking Mule
- Francis Goes to the Races (1951)
- Francis Goes to West Point (1952)
- Francis Covers the Big Town (1953)
- Francis Joins the WACS (1954)
- Francis in the Navy (1955). Francis a la marina
- Francis in the Haunted House (1956)

### Ciència-ficció
Isaac Asimov, a l’obra Fundació i Imperi (1952), va donar protagonisme a un personatge anomenat «el Mul».

## Vehicles
El servei de les mules com a animals de càrrega durant segles va inspirar la creació de vehicles militars tot terreny. Aquests vehicles incorporaren el terme «mula» en la denominació popular.

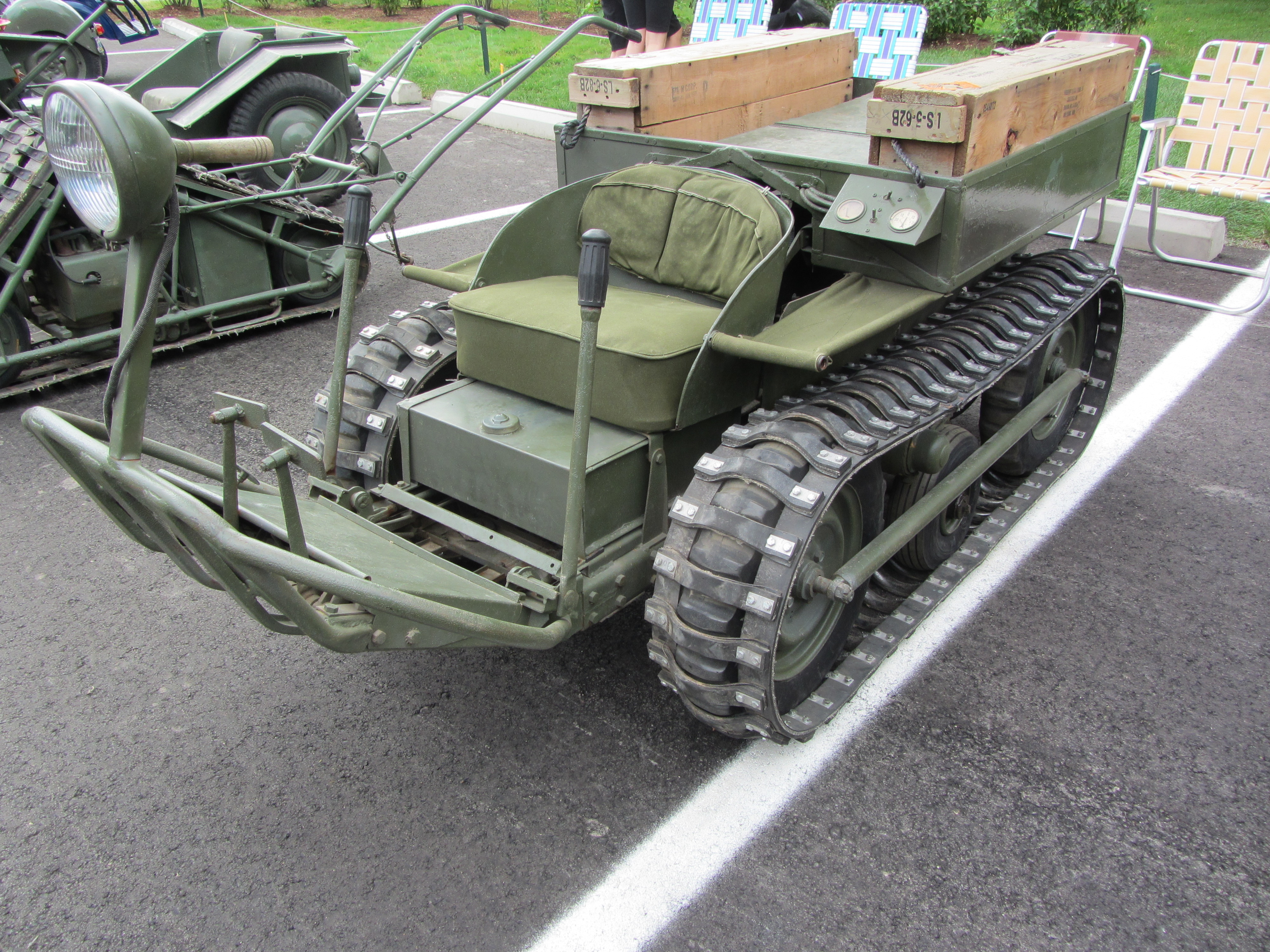
T-37 Crosley Mule.
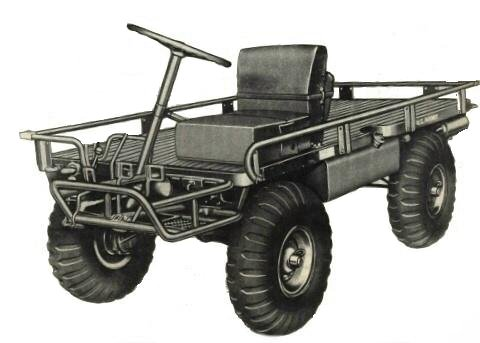
M274. Mula mecànica o mula militar.